# Korzystno
Korzystno (deutsch Alt Werder) ist ein Dorf in der Woiwodschaft Westpommern in Polen. Es liegt in der Gmina Kołobrzeg (Landgemeinde Kolberg) im Powiat Kołobrzeski (Kolberger Kreis).

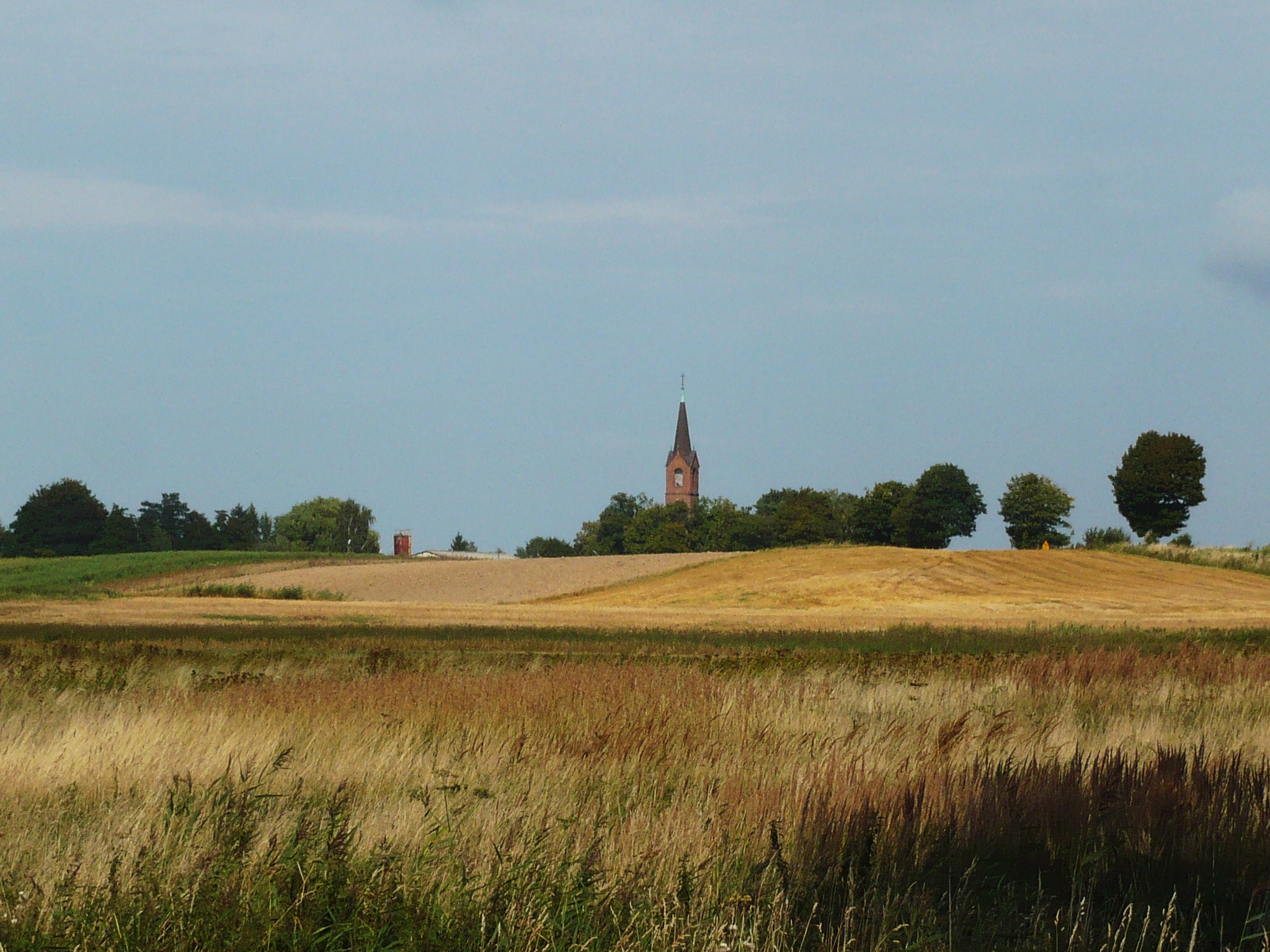
Blick auf das Dorf mit Kirche (Aufnahme von 2013)

## Geographische Lage
Das Dorf liegt in Hinterpommern, etwa 100 Kilometer nordöstlich von Stettin. Der historische Ortskern liegt etwa 5 Kilometer südwestlich der Stadtmitte von Kolberg, wobei heute eine fast durchgehende Bebauung besteht.

## Geschichte
Das Dorf wurde im Herzogtum Pommern im Rahmen der Deutschen Ostsiedlung in der Form eines Sackgassendorfes angelegt. In einer Urkunde von 1287 wurde eine „insula“ genannt, die zum Gebiet der Stadt Kolberg gehörte. Dies dürfte sich auf eine wohl noch unbewohnte „Insel“ beziehen, die aus den umliegenden Sümpfen hervorragte. Der spätere Ortsname „Werder“ wäre dann von dieser Lage als Werder abgeleitet.
Auf der Großen Lubinschen Karte des Herzogtums Pommern von 1618 ist der Ort als „Warder“ eingetragen.
Das Dorf Werder war ein Kolberger Stadteigentumsdorf. Im Jahre 1628, als die Stadt Kolberg im Dreißigjährigen Krieg Geld benötigte, verpfändete sie das Dorf an den Bürgermeister Hermann Freter. Doch bereits 1630 wurde Werder durch kaiserliche Truppen niedergebrannt.
Vor dem Siebenjährigen Krieg gab es in Werder ein städtisches Vorwerk (Kämmerei-Vorwerk) und 4 Bauernstellen. Während des Siebenjährigen Krieges wurde Werder niedergebrannt. Nach dem Krieg wurde Werder neu aufgebaut. Dabei erhielt es nunmehr 7 Bauernstellen und 3 Büdnerstellen, das Vorwerk wurde nicht wieder eingerichtet.
In den 1770er Jahren befahl König Friedrich der Große dem Kolberger Rat, einen Handwerkerort für Wollspinner anzulegen. Die Gemarkung der neuen Siedlung wurde aus der Gemarkung von Werder herausgelöst. Die neue Siedlung erhielt den Namen Neu Werder; der Ortsname Werder wurde später zu Alt Werder.
In Ludwig Wilhelm Brüggemanns Ausführlicher Beschreibung des gegenwärtigen Zustandes des Königlich Preußischen Herzogtums Vor- und Hinterpommern (1784) ist Werder unter den Kolberger Stadteigentumsdörfern aufgeführt. Damals gab es hier 7 Bauernstellen und 3 Büdnerstellen, insgesamt 15 Haushalte („Feuerstellen“).
Um 1860 wurden in Alt Werder 28 Wohnhäuser, ein Schulhaus und ebenfalls 28 Wirtschaftsgebäude gezählt. Es wurden 44 Pferde, 188 Rinder, 217 Schafe und 60 Schweine gehalten.
1882 wurde am Dorf entlang die die Bahnstrecke der Altdamm-Colberger Eisenbahn-Gesellschaft eröffnet, an der Alt Werder eine Eisenbahnstation erhielt.
Bis 1945 gehörte die Landgemeinde Alt Werder zum Landkreis Kolberg-Körlin in der preußischen Provinz Pommern. Neben dem Dorf Alt Werder wurden keine weiteren Wohnplätze  gezählt.
Gegen Ende des Zweiten Weltkriegs wurde Alt Werder im März 1945 durch die Rote Armee eingenommen. 1945 kam Alt Werder, wie ganz Hinterpommern, an Polen. Die Bevölkerung wurde, soweit sie nicht geflohen war, bis 1947 vertrieben und durch Polen ersetzt. Alt Werder erhielt den polnischen Ortsnamen „Korzystno“. Heute gehört der Ort zur Gmina Kołobrzeg (Landgemeinde Kolberg), in der er ein eigenes Schulzenamt bildet.

## Entwicklung der Einwohnerzahlen
- 1816: 099 Einwohner[4]
- 1855: 261 Einwohner[4]
- 1871: 301 Einwohner[4]
- 1885: 261 Einwohner[4]
- 1905: 261 Einwohner[4]
- 1919: 309 Einwohner[4]
- 1933: 260 Einwohner[4]
- 1939: 248 Einwohner[4]

## Kirche

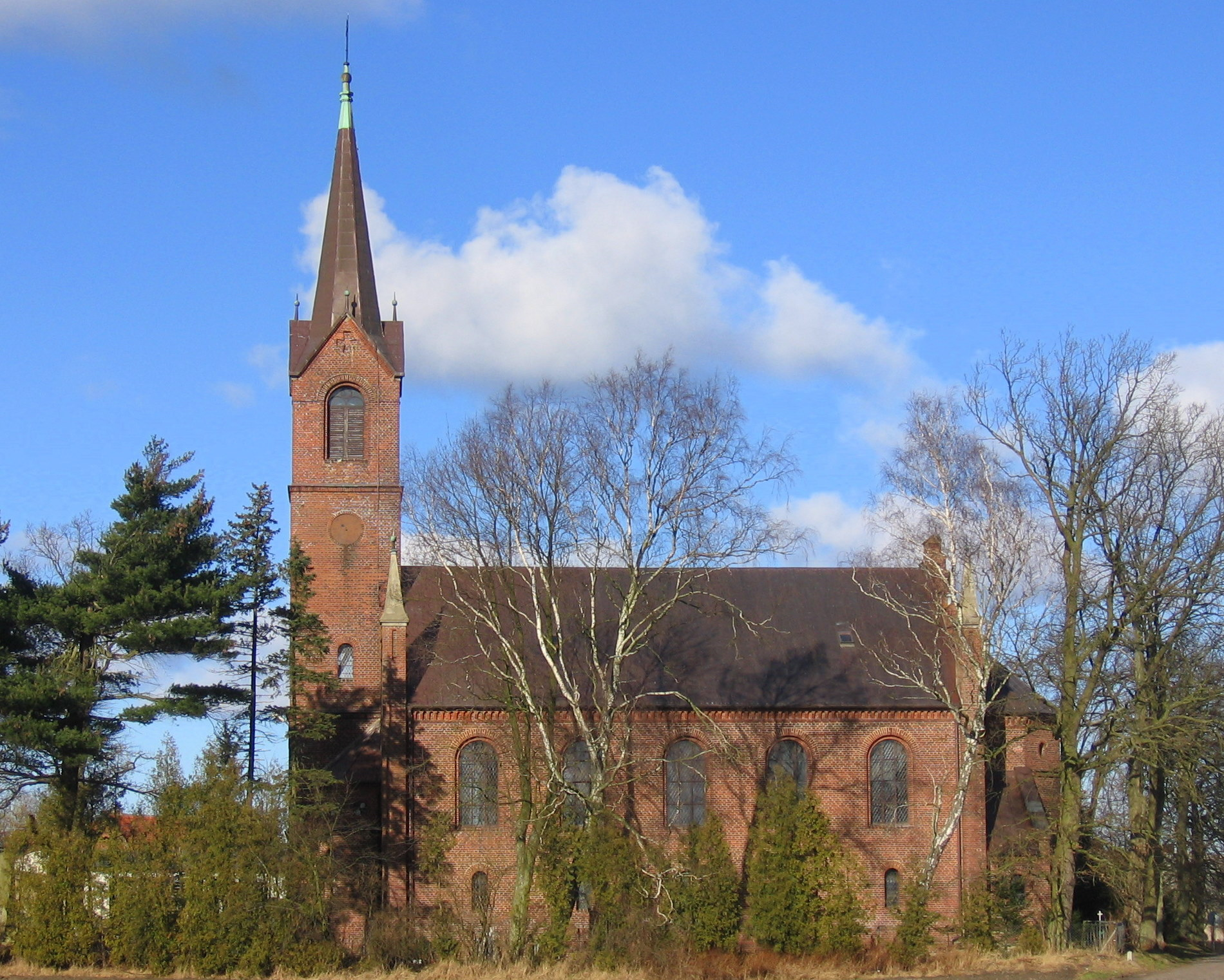
Kirche, 1866/1867 errichtet (Aufnahme von 2008)

Alt Werder gehörte ursprünglich zum Kirchspiel der Heilig-Geist-Kirche in Kolberg, zu der mehrere Dörfer eingepfarrt waren. 1865 wurde die Kirche wegen Baufälligkeit abgerissen. Der Neubau erfolgte nicht in Kolberg, sondern in Alt Werder. Das Kirchengebäude wurde im Stil der Neoromanik von 1866 bis 1867 errichtet. Mehrere Ausstattungsstücke wurden aus der Heilig-Geist-Kirche übernommen.
Das evangelische Kirchspiel Alt Werder zählte 1688 Mitglieder (Stand 1940).
Nach 1945 eignete sich die römisch-katholische Kirche in Polen das evangelische Gotteshaus an.